# التقاط رقعي

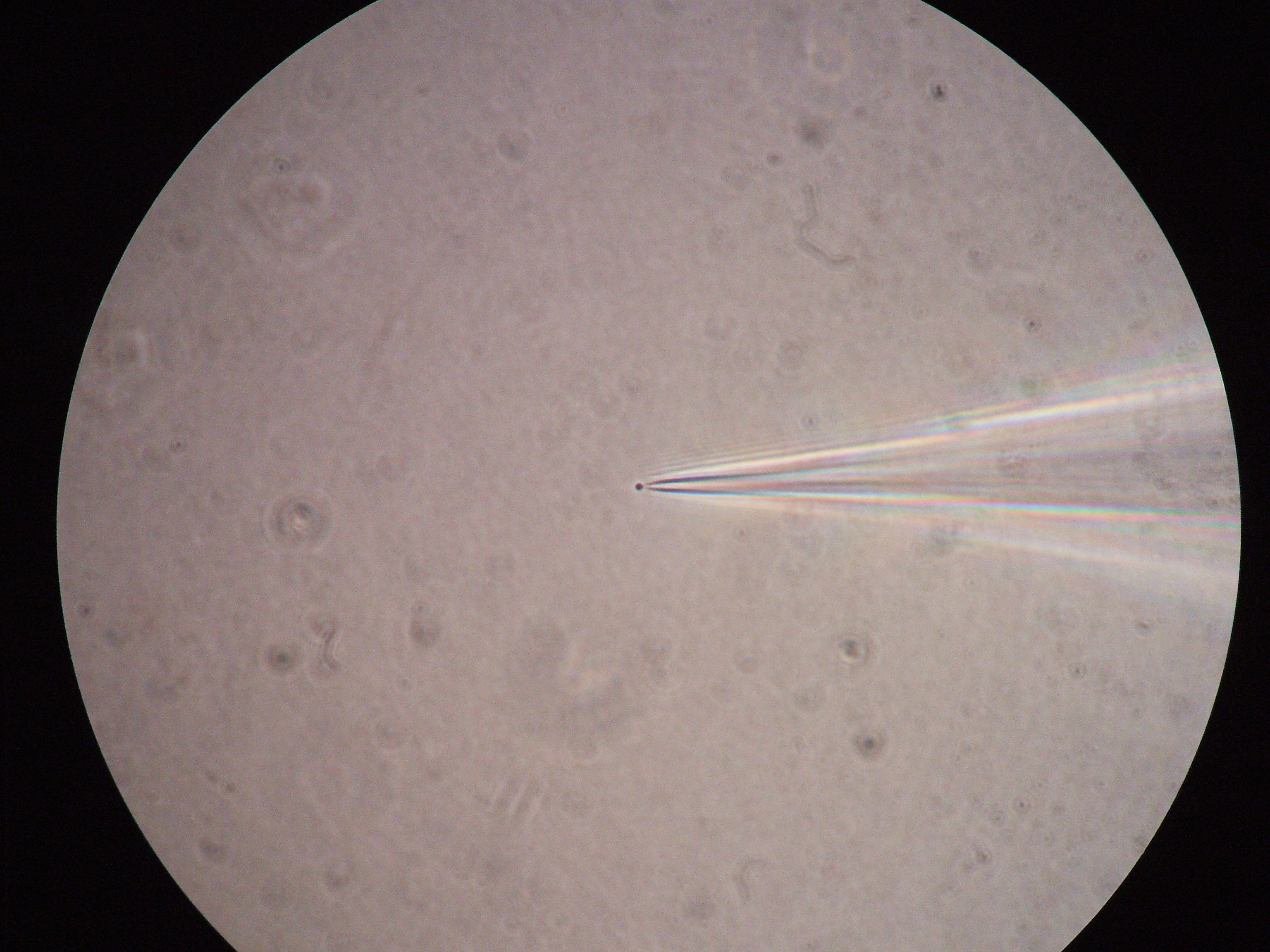
التقاط رقعي باستخدام أنبوب زجاجي

التقاط رقعي (بالإنجليزية:  Patch clamp)‏ هي تقنية مخبرية في مجال الفيزيولوجيا الكهربية تعطي الفرصة لدراسة التيارات الكهربائية والتدفق الأيوني خلال واحد أو مجموعة من القنوات الأيونية في الخلية. يمكن استعمال هذه التقنية لدراسة التيارات الكهربائية في متنوع من الخلايا، ولكن تظهر فائدتها خاصة في دراسة الخلايا المستثارة مثل العصبونات، الخلايا القلبية العضلية، الخلايا العضلية وخلايا البنكرياس صنف بيتا.
تعتبر تقنية الالتقاط الرقعي تحسينًا لتقنية التقاط الجهد. طوّر كل من إرفين نيهر وبيرت زاكمان الألمانيان هذه التقنية في نهاية سنوات الـ 1970 وبداية سنوات الـ 1980، ولقد حازا سنة 1991 على جائزة نوبل للفيزيولوجيا والطب بسبب أهمية التقنية وفوائدها المتعددة. مكّن تطوير هذه التقنية العلماء لأول مرة تسجيل التيارات الكهربائية خلال قناة أيونية مفردة، مما ساعد على فهم وتحليل ظواهر خلوية مثل عملية توصيل جهد الفعل.

## التقنية الأساسية

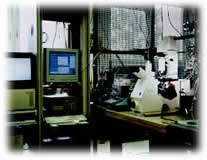
صورة لإعداد مشبك التصحيح الكلاسيكي مع طاولة ومجهر ممتص للاهتزاز

مثلت تقنية الالتقاط الرقعي دليلا واضحا على تواجد قنوات الأيونات في الغشاء الخلوي، وتعتمد هذه التقنية على حساب الخصائص الكهروفزيولوجية الناتجة عن انتقال الأيونات المشحونة حول الغشاء الخارجي للخلية أو الأغشية المحيطة، مثل أغشية النواة أو الشبكة الإندوبلازمية.
في تقنية الالتقاط الرقعي يتم استخدام قطب كهربائي مكون من أنبوب زجاجي مملوء بمحلول ملحي موصل للكهرباء، قطر الفتحة في طرفه هذا الأنبوب يقارب الـ 1 ميكرومتر، مما يمكنه من الالتصاق بمساحة معينة من غشاء الخلية أي «رقعة» خلوية تحتوي على واحد أو بضع من القتوات الأيونية المتواجدة على الغشاء الخلوي. يتم بعدها تطبيق ضغط عكسي على الغشاء الخلوي عن طريق الشفط بالفم أو بأنبوبة حقن وذلك لخلق طبقة عازلة حول الرقعة المختارة والتي تمثل أهمية في كونها ذات مقاومة كهربائية عالية تحد من تسرب التيار الكهربائي من خلال طبقة الغشاء الخلوي الملامسة للأنبوبة، ولهذا السبب باستطاعة تقنية الالتقاط الرقعي بأن تقيس مستوى التيار والجهد بين طرفي رقعة الغشاء بشكل أساسي ويدقة عالية وبدون تسرب للتيار بشكل ثانوي، لذلك بالإمكان دراسة خصائص القنوات المسربة للأيونات والمتواجدة على سطح الغشاء الخلوي.